# باين جينينغز جونيور
باين جينينغز جونيور (بالإنجليزية: Payne Jennings, Jr.)‏ هو ضابط أمريكي، ولد في 26 أكتوبر 1916 في الولايات المتحدة، وتوفي في 29 مارس 1951.